# Clavelina mirabilis
Clavelina mirabilis är en sjöpungsart som beskrevs av Kott 1972. Clavelina mirabilis ingår i släktet Clavelina och familjen klungsjöpungar. Inga underarter finns listade i Catalogue of Life.